# Terremoto de Las Melosas de 1958
El terremoto de Las Melosas de 1958, en realidad, fue una sucesión de tres sismos que se produjeron en 6 minutos el 4 de septiembre de 1958 en el Cajón del Maipo. El mayor tuvo una magnitud de 7,0 en la escala de Richter una intensidad de IX en la escala de Mercalli. El sismo fue apreciado desde Colina hasta Rancagua y desde San Antonio hasta Mendoza.
Las primeras noticias que se tuvieron hacían referencia a la destrucción de la localidad minera El Volcán, a unos seis kilómetros de Las Melosas, zona del epicentro, además de informar sobre las cuatro personas que fallecieron. Además se reportaron 35 personas heridas y 175 damnificadas producto de la serie de sismos. 
Otras localidades directamente afectadas fueron Las Melosas, San Alfonso, San Gabriel, y Los Queltehues.
Uno de los sismos precursores de mayor magnitud ocurrió el 28 de agosto, una semana antes, causando daños considerables en la localidad de Las Melosas y en las inmediaciones de la central hidroeléctrica Los Queltehues. Este sismo contribuyó a que la población fuera evacuada debido a los peligros por derrumbes que estos pequeños movimientos provocaban. Los daños a las centrales eléctricas dejaron sin electricidad a gran parte de Santiago, la capital de Chile.